# ベルポート芦屋

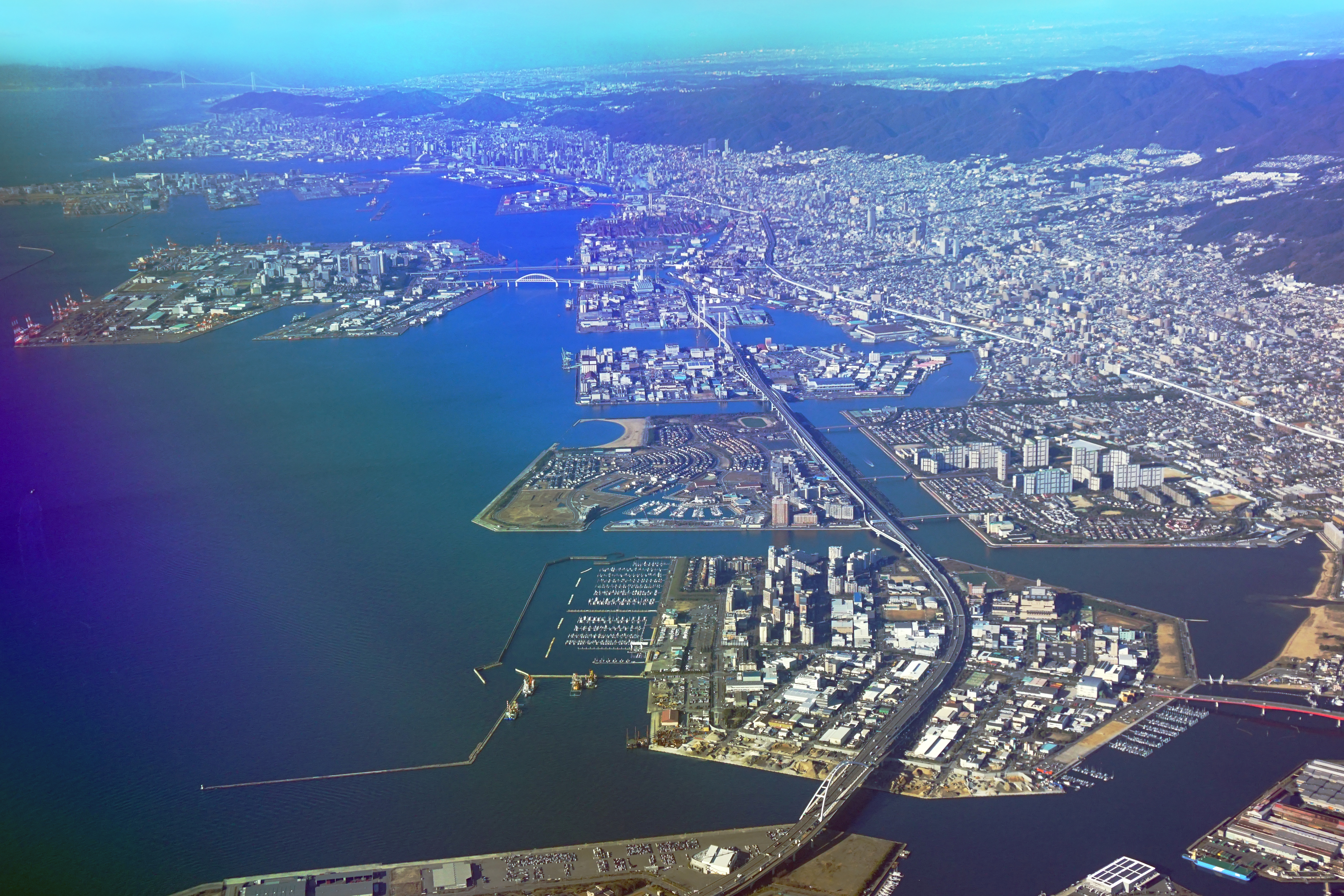
中央にベルポート芦屋、手前に新西宮ヨットハーバー左奥に六甲アイランド

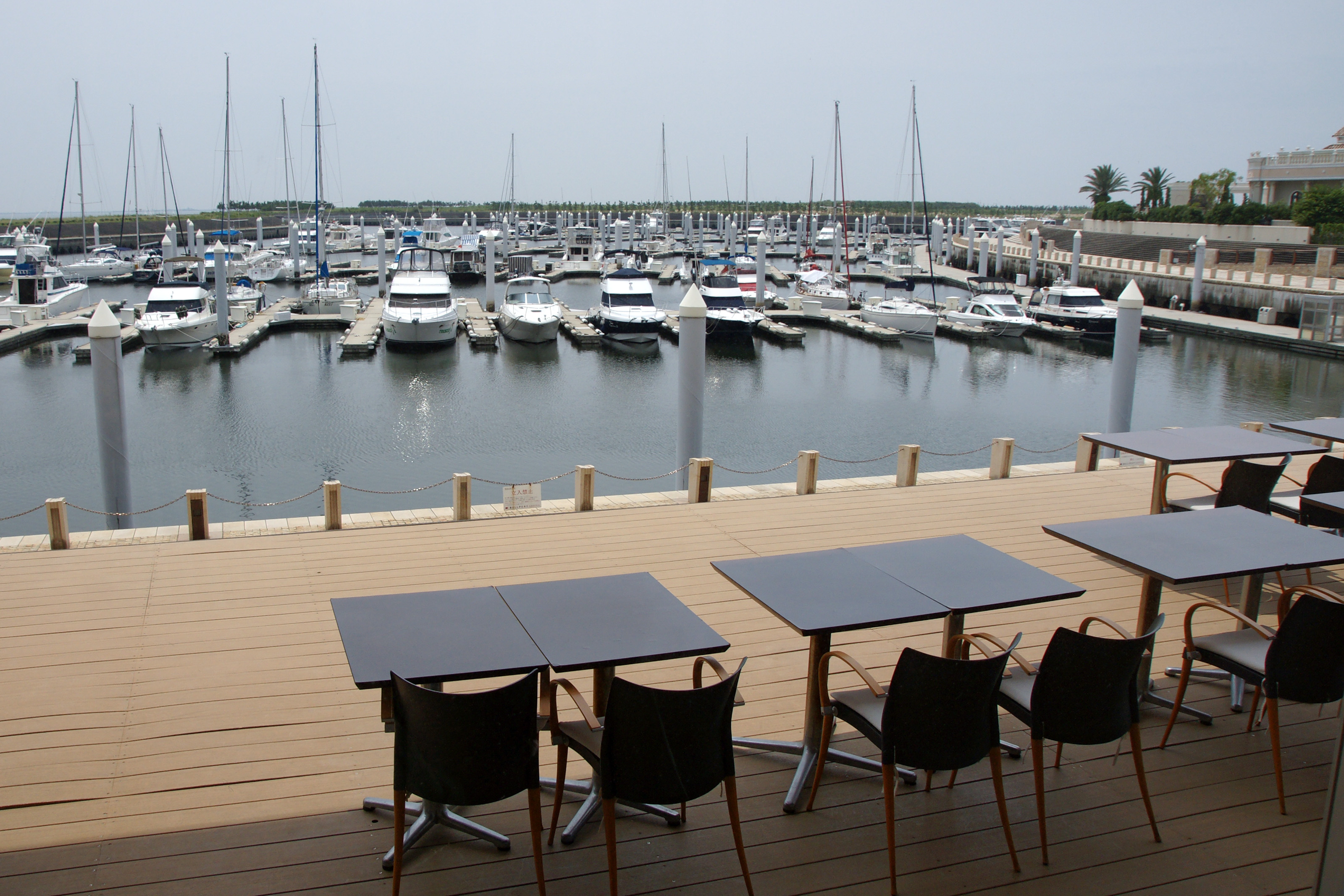
クラブハウス前から艇置場を望む

ベルポート芦屋（ベルポートあしや）は、兵庫県芦屋市南芦屋浜にあるマリーナを中心とする複合施設。日本初のプライベートバース（係留施設）付き邸宅街があることで知られる。行政上は尼崎西宮芦屋港の一部にあたる。

## 施設
- 艇置場 - 収容能力200隻（海上175隻、陸上25隻）
- 会員用バース
- ビジター用バース - 全長200メートル、100フィート艇に対応。
- メンテナンスヤード
- レジデンシャルコーヴ - 日本初のプライベートバース付きの宅地エリア。「ノース街区」と「セントラル街区」がある。
- 商業文化交流施設ゾーン
- アンビジュー芦屋
- アクトス芦屋リゾート
- クラブハウス
  - フレンチレストラン「イグレック・ベルポート」

## 所在地
- 〒659-0035 兵庫県芦屋市海洋町11-1（管理棟）

## 交通アクセス
- 芦屋駅 (阪神)より阪急バス西回りで約8分
- 芦屋駅 (JR西日本)より阪急バス西回りで約12分
- 芦屋川駅（阪急電鉄）より阪急バス西回りで約18分

## 周辺
- 新西宮ヨットハーバー
- 富田砕花旧居
- 兵庫県立国際高等学校
- 兵庫県立芦屋国際中等教育学校
- 兵庫県立海洋体育館（芦屋マリンセンター）

## リンク
- ゲーテッドコミュニティ